# Lycoseris
Lycoseris  es un género  de plantas con flores en la familia Asteraceae.  Comprende 24 especies descritas y de estas, solo 9 aceptadas. Se distribuye desde Guatemala hasta Bolivia.

## Descripción
Son arbustos escandentes que alcanzan un tamaño de hasta 2 m de alto; plantas dioicas. Hojas alternas, lanceoladas, (4–) 9–12 (–15) cm de largo y (1.5–) 3–4 (–5) cm de ancho, ápice acuminado, base aguda, márgenes subenteros a denticulados o crenados, haz glabra, nítida, envés ligeramente aracnoide-tomentoso, verde grisáceo, 3-nervias desde cerca de la base; pecíolos 3–10 mm de largo. Capitulescencias solitarias, terminales; capítulos pistilados disciformes, 2–6 cm de alto y 3–5 (–8) cm de ancho, involucros hemisféricos a globosos, filarias en series múltiples, imbricadas, ovadas a lanceoladas, apicalmente acuminadas, con frecuencia recurvadas, flósculos del radio bilabiados, estériles, las corolas 1.8–2 cm de largo, anaranjadas, las exteriores con labio 3-partido, las internas con labio entero o 2-partido, raramente ausente, flósculos del disco tubulares, fértiles, las corolas ca 2 cm de largo, anaranjadas, 5-lobadas; capítulos masculinos radiados, 20–25 mm de alto y ca 2 mm de ancho, involucros hemisféricos, filarias en series múltiples, imbricadas, ovadas a lanceoladas, apicalmente agudas, flósculos del radio ligulados, anaranjados, las corolas ca 15 mm de largo, las lígulas 6–10 mm de largo, apicalmente 3-fidas, lobos internos ausentes, estilo y ovario estériles, flósculos del disco tubulares, anaranjados, las corolas ca 15 mm de largo, las anteras funcionales, los ovarios estériles. Aquenios cilíndricos, 7–12 mm de largo, comprimidos apicalmente, glabros; vilano de numerosas cerdas capilares, ca 25 mm de largo, blanco-amarillentas, suaves, persistentes.

## Taxonomía
El género fue descrito por Alexandre Henri Gabriel de Cassini y publicado en Dictionnaire des Sciences Naturelles [Second edition] 33: 463, 474. 1824. La especie tipo es: Atractylis mexicana L. f. = Lycoseris mexicana (L.f.) Cass.

## Especies aceptadas
A continuación se brinda un listado de las especies del género Lycoseris aceptadas hasta agosto de 2012, ordenadas alfabéticamente. Para cada una se indica el nombre binomial seguido del autor, abreviado según las convenciones y usos.
- Lycoseris colombiana K.Egeröd
- Lycoseris crocata (Bertol.) S.F.Blake
- Lycoseris eggersii Hieron.
- Lycoseris grandis Benth.
- Lycoseris macrocephala Greenm.
- Lycoseris mexicana (L.f.) Cass.
- Lycoseris minor K.Egeröd
- Lycoseris trinervis (D.Don) S.F.Blake
- Lycoseris triplinervia Less. - botonera de Venezuela[5]